# 永沢三郎
永沢 三郎（ながさわ さぶろう、1890年（明治23年）10月11日 - 1961年（昭和36年）1月2日）は、大日本帝国陸軍軍人。最終階級は陸軍中将。

## 経歴
1890年（明治23年）に岩手県で生まれた。陸軍士官学校第25期卒業。1939年（昭和14年）3月に陸軍歩兵大佐に進級と同時に陸軍歩兵学校教官に就任した。同年8月に近衛歩兵第5連隊長を経て、1941年（昭和16年）に東部軍司令部附となり、慶應義塾大学に配属された。
1943年（昭和18年）、陸軍少将に進級と同時に豊橋陸軍予備士官学校長に就任した。1944年（昭和19年）7月5日に東部軍司令部附を経て、7月14日に独立混成第67旅団長となり、八丈島の警備に当たった。1945年（昭和20年）、陸軍中将に進級と同時に第221師団長に親補され、茨城県鹿嶋で部隊編成中に終戦を迎えた。
1947年（昭和22年）11月28日、公職追放仮指定を受けた。